# Whitefish (Montana)
Whitefish (deutsch für: weißer Fisch) ist eine Stadt im Flathead County im US-Bundesstaat Montana. Dort leben rund 6400 Einwohner auf 11,5 km².
Whitefish wurde gegen Ende des 19. Jahrhunderts von Pelzhändlern gegründet und 1904 an die Bahnstrecke Spokane–St. Paul/Minneapolis angeschlossen. Die meisten Einwohner arbeiteten zunächst bei der Eisenbahn oder in der Holzindustrie. Seit 1947 wird das nahegelegene Whitefish Mountain Resort als Ski-Gebiet erschlossen; zunehmend ist daher auch der Tourismussektor ein wichtiger Wirtschaftsfaktor für die Stadt. Vor diesem Hintergrund verdoppelte sich die Einwohnerzahl in den letzten drei Jahrzehnten. Täglich hält der Empire Builder in beiden Richtungen am Bahnhof Whitefish.

## Persönlichkeiten
- Constance Towers (* 1933), Schauspielerin und Sängerin
- Phil Jackson (* 1945), Basketballmanager und ehemaliger Basketballspieler und -trainer
- Katarina Tarr (* 1987), Fußballspielerin
- Jake Sanderson (* 2002), Eishockeyspieler
- Deric McCabe (* 2008), Schauspieler

## Belege
1. ↑  http://www.census.gov/popest/data/cities/totals/2015/files/SUB-EST2015_30.csv@1@2Vorlage:Toter+Link/www.census.gov+(Seite+nicht+mehr+abrufbar,+festgestellt+im+Mai+2019.+Suche+in+Webarchiven) Datei:Pictogram+voting+info.svg Info:+Der+Link+wurde+automatisch+als+defekt+markiert.+Bitte+prüfe+den+Link+gemäß+Anleitung+und+entferne+dann+diesen+Hinweis.
2. ↑  https://www.amtrak.com/ccurl/187/788/Empire-Builder-Schedule-100816.pdf